# Pere Gibert
Pere Gibert i Requesens (Barcelona, 15 de febrero de 1888-Barcelona, 11 de octubre de 1966), generalmente castellanizado como Pedro Gibert Requesens, fue un futbolista español que jugaba como guardameta. Le apodaron Grapas porque se permitía el lujo de bloquear el balón con una mano. Fue considerado el mejor guardameta catalán de su época y uno de los primeros grandes ídolos del Espanyol; de hecho, fue el ídolo de la estrella del equipo Ricardo Zamora.

## Carrera

### Carrera de clubes
Nacido en Barcelona, fichó por el primer equipo del Ibèric FC durante la temporada 1903-04, donde formó una gran dupla defensiva con Santiago Massana, siendo también compañeros en el X Sporting Club y el RCD Espanyol. En el Ibèric destacó como un extraordinario portero, lo que le valió su fichaje por el Club Español de Fútbol en 1904, pero apenas unos meses después el club cerró por motivos económicos y la mayoría de los jugadores, incluido él, ficharon por el X Sporting Club. Desempeñó un papel fundamental en los tres campeonatos catalanes consecutivos que ganó el club entre 1906 y 1908. En 1909, el club fue relanzado efectivamente como Club Deportivo Espanyol, nombre que todavía se mantiene hoy en día. Esto también significa que fue el primer portero que tuvo el Espanyol.
Jugó en el Espanyol durante casi una década, siendo miembro del gran equipo del Espanyol de la década de 1910 que tenía jugadores como Bru, Sampere, Blanco y los hermanos Armet (Francisco y Juan), ganando dos campeonatos catalanes más en 1911-12 y 1914-15, además de llegar a la final de la Copa del Rey de fútbol 1915, que perdieron ante el Athletic Bilbao, en un partido en el que concedió 5 goles, incluido un triplete de Pichichi.
Un día, por decisión propia, anunció su retiro ante la sorpresa de muchos. Se armó un pequeño revuelo, pero Gibert dijo que no tenía por qué temer, ya que dejaría en su lugar a un portero excepcional, Ricardo Zamora, que jugó su primer partido en abril de 1916, en un encuentro contra el Madrid FC.

### Carrera internacional
Siendo del Espanyol, fue elegible para jugar con la selección absoluta de Cataluña, y formó parte del equipo que ganó la Copa del Príncipe de Asturias de fútbol de 1916, una competición interregional organizada por la Real Federación Española de Fútbol (RFEF). Fue titular en los dos partidos contra el Castilla-Madrid que acabaron en victoria y empate, suficientes para que Cataluña levantara su primer título.

## Honores

### Clubes
X Sporting Club
Campeonato de Cataluña:
- Campeones (3): 1905–06, 1906–07, 1907–08

Español
- Campeones (2): 1911–12, 1914–15

### Internacional
Cataluña
Copa del Príncipe de Asturias:
- Campeones (1): 1916